# Українські національні райони СРСР
Українські національні райони СРСР — адміністративно-територіальні одиниці для української національної меншини в СРСР у 1920–1930-х рр.
| Назва                                         | Центр                         | Роки існування | Адміністративно-територіальна приналежність |
| --------------------------------------------- | ----------------------------- | -------------- | ------------------------------------------- |
| Олексіївський район                           | Олексіїівка                   |                | Білгородська область                        |
| Атбасарський район                            | Атбасар                       |                | Акмолінська область                         |
| Богучарський район                            | Богучар                       |                | Воронезька область                          |
| Борисівський район                            | Борисівка                     |                | Білгородська область                        |
| Вейделєвський район                           | Вейделівка                    |                | Білгородська область                        |
| Великомихайлівський район                     | Великомихайлівка              |                | Білгородська область                        |
| Володимирський район                          | Володимирівка                 |                | Астраханська область                        |
| Волоконовський район                          | Волоконівка                   |                | Білгородська область                        |
| Воробйовський район                           | Воробйовка                    |                | Воронезька область                          |
| Глушківський район                            | Глушкове                      |                | Курська область                             |
| Грайворонський район                          | Грайворон                     |                | Білгородська область                        |
| Данилівський район                            | Данилівка                     |                | Волгоградська область                       |
| Завитинський район                            | Завітая                       |                | Амурська область                            |
| Знаменський район                             | Знаменка                      |                | Західно-Сибірський край (Алтайський край)   |
| Ішуньський (1937 г. Красноперекопський район) | Ішунь, потім Красноперекопськ | 1930—?         | Кримська АРСР                               |
| Калачіївський район                           | Калач                         |                | Воронезька область                          |
| Кантемирівський район                         | Кантемирівка                  |                | Воронезька область                          |
| Карасукський район                            | Карасук                       |                | Західно-Сибірський край                     |
| Михайлівський район                           | Митрофанівка                  |                | Воронезька область                          |
| Микитівський район                            | Микитівка                     |                | Білгородська область                        |
| Миколаївський район                           | Миколаївськ                   |                | Волгоградська область                       |
| Новокалитвянський район                       | Нова Калитва                  |                | Воронезька область                          |
| Ольховатський район                           | Вільховатка                   |                | Воронезька область                          |
| Острогозький район                            | Острогозьк                    |                | Воронезька область                          |
| Павлівский район                              | Павлівськ                     |                | Воронезька область                          |
| Павлоградський район                          | Павлоградка                   |                | Західно-Сибірський край                     |
| Петропавловський район                        | Петропавлівка                 |                | Воронезька область                          |
| Підгоренський район                           | Підгорне                      |                | Воронезька область                          |
| Полтавський район                             | Полтавка                      |                | Західно-Сибірський край                     |
| Ровеньський район                             | Ровеньки                      |                | Воронезька область                          |
| Родинський район                              | Родине                        |                | Західно-Сибірський край (Алтайський край)   |
| Россошанський район                           | Россош                        |                | Воронезька область                          |
| Самойлівський район                           | Самойлівка                    |                | Саратовська область                         |
| Спаський район                                | Спаськ-Далекий                |                | Приморський край                            |
| Сталінський район                             | Олексіївка                    |                | Акмолинська область                         |
| Хабарський район                              | Хабари                        |                | Алтайський край                             |
| Ханкайський район                             | Камінь-Риболов                |                | Приморський край                            |
| Чернігівський район                           | Чернігівка                    |                | Приморський край                            |
| Чернянський район                             | Чернянка                      |                | Білгородська область                        |
| Шербакульський район                          | Шербакуль                     |                | Омська область                              |